# Neofusicoccum andinum
Neofusicoccum andinum är en svampart som först beskrevs av Mohali, Slippers & M.J. Wingf., och fick sitt nu gällande namn av Mohali, Slippers & M.J. Wingf. 2006. Neofusicoccum andinum ingår i släktet Neofusicoccum och familjen Botryosphaeriaceae.   Inga underarter finns listade i Catalogue of Life.